# Mali i Shengjinit
Mali i Shengjinit är ett berg i Albanien.   Det ligger i prefekturen Qarku i Lezhës, i den norra delen av landet, 60 km norr om huvudstaden Tirana. Toppen på Mali i Shengjinit är 353 meter över havet, eller 15 meter över den omgivande terrängen. Bredden vid basen är 0,66 km.
Terrängen runt Mali i Shengjinit är kuperad norrut, men söderut är den platt. Havet är nära Mali i Shengjinit åt sydväst.  
Trakten runt Mali i Shengjinit består till största delen av jordbruksmark.  Runt Mali i Shengjinit är det ganska tätbefolkat, med 144 invånare per kvadratkilometer.